# Elettorato d'Assia
L'elettorato d'Assia o Assia elettorale (in tedesco: Kurfürstentum Hessen o Kurhessen), noto anche come Assia-Kassel (in tedesco: Hesse-Kassel), fu uno Stato tedesco esistito dal 1803 al 1807 e nuovamente dal 1814 al 1866.
Era composto da una serie di territori non contigui a nord di Francoforte; l'unità statale sopravvisse sino a quando non venne annessa alla Prussia nel 1866 come conseguenza della guerra austro-prussiana. Comprendeva un'area totale di 9580 km² ed una popolazione di 745 063 abitanti nel 1864.

## Storia

### Prima dell'elettorato

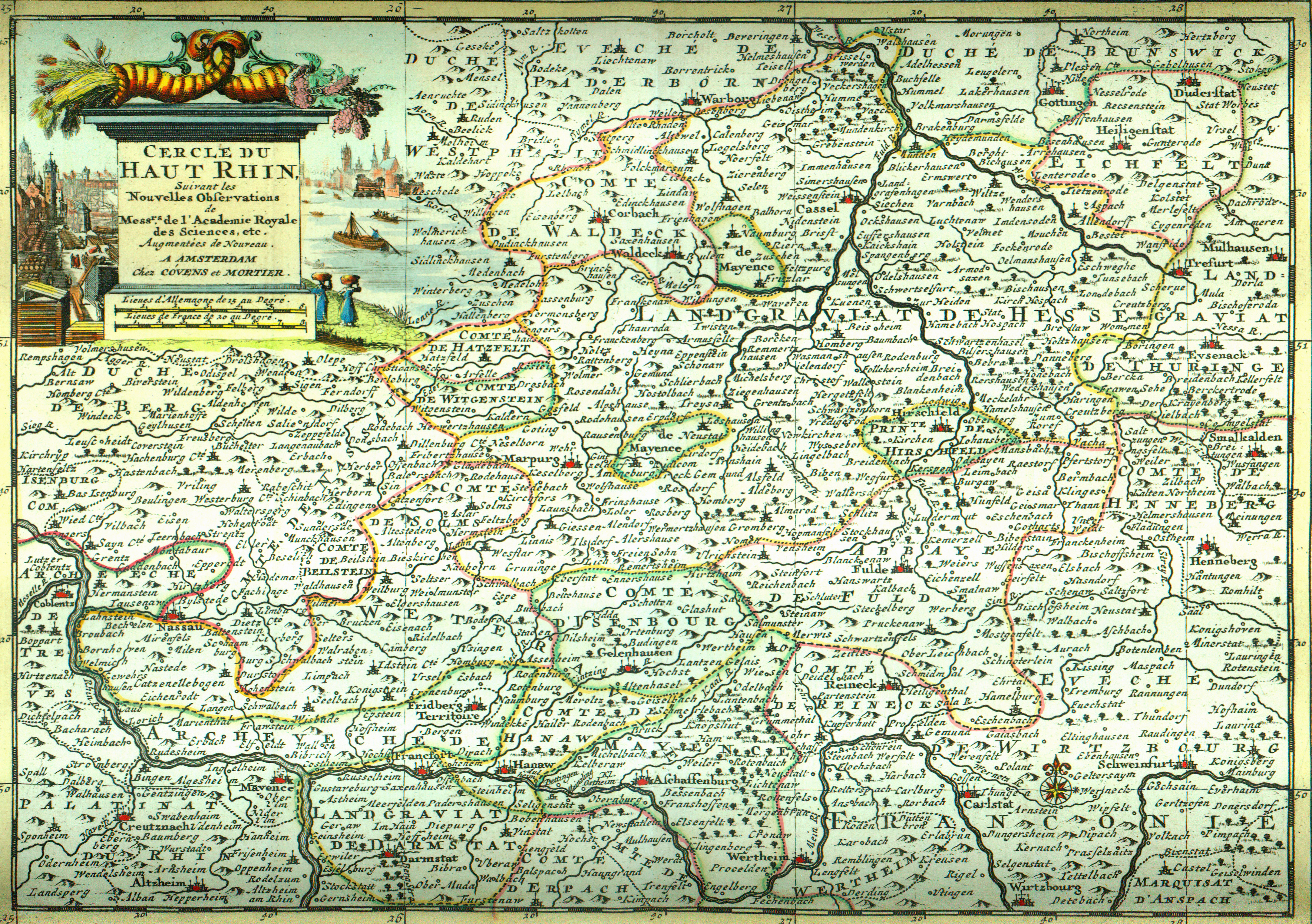
L'Assia-Kassel nel 1720

Il Langraviato d'Assia-Kassel si formò nel 1567 dalla divisione del Langraviato d'Assia tra gli eredi di Filippo I d'Assia ("il Magnanimo") dopo la sua morte. Il primogenito di Filippo, Guglielmo IV, ricevette l'Assia-Kassel, che comprendeva circa metà dell'area del langraviato d'Assia, inclusa la capitale, Kassel. I fratelli di Guglielmo ricevettero rispettivamente l'Assia-Marburg e l'Assia-Rheinfels, ma le loro due linee si interruppero nel giro di una generazione e i loro territori tornaron all'Assia-Kassel ed al langraviato d'Assia-Darmstadt.
Il regno del langravio Guglielmo IX fu un periodo importante per la storia dell'Assia-Kassel. Asceso al trono nel 1785, prese parte alla guerra della prima coalizione contro la prima repubblica francese, ma nel 1795 venne siglata la Pace di Basilea. Nel 1801 perse i suoi possedimenti sulla riva sinistra del Reno, ma nel 1803 venne ricompensato di queste perdite con la concessione dell'area attorno a Magonza ed elevato nel contempo alla dignità di principe elettore (Kurfürst), titolo che mantenne anche dopo la dissoluzione del Sacro Romano Impero.

### L'elevazione a principato elettorale

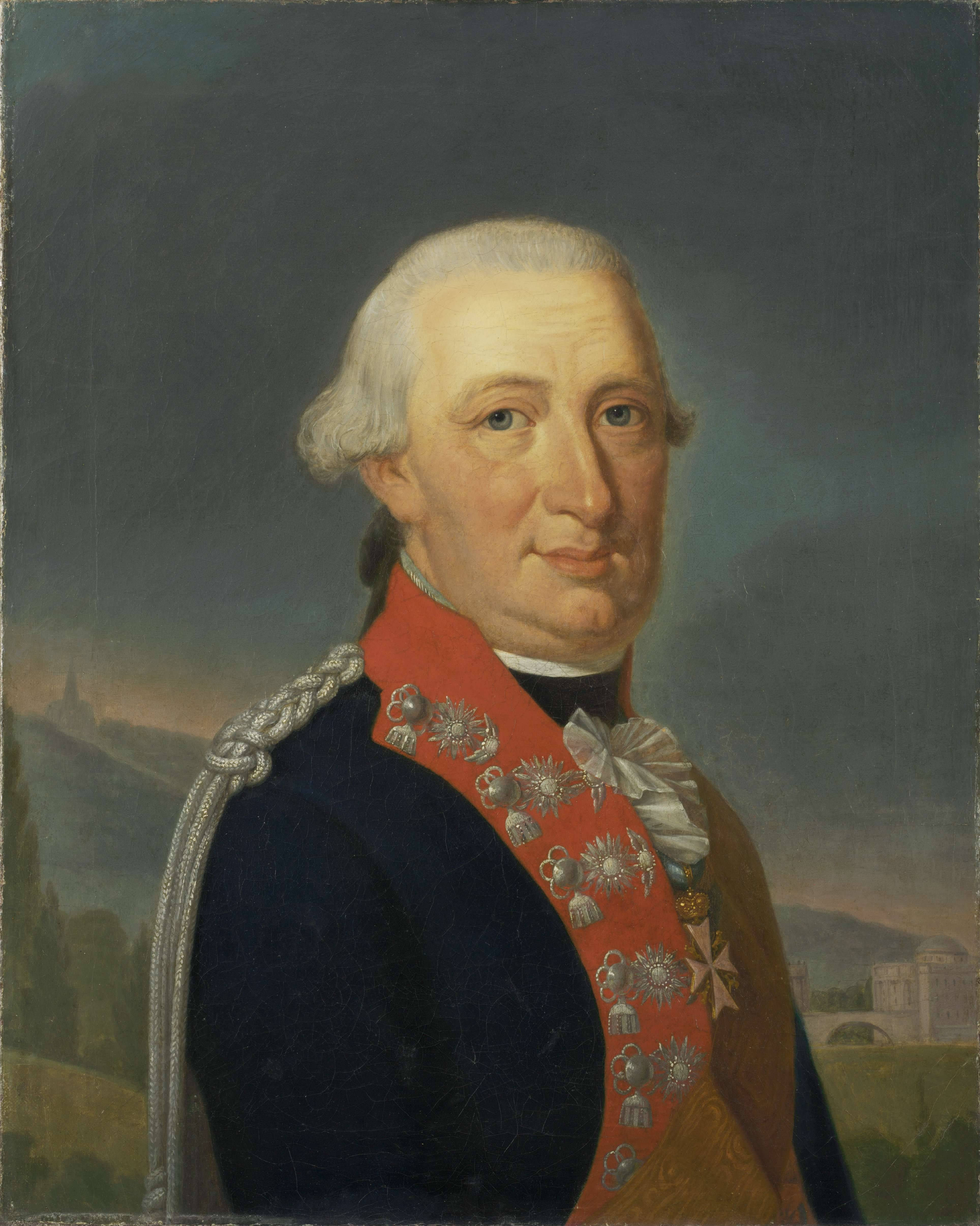
Guglielmo I, elettore d'Assia

A seguito della riorganizzazione degli stati germanici durante il  Reichsdeputationshauptschluss del 1803, il langraviato dell'Assia-Kassel divenne "elettorato d'Assia" (Kurfürstentum Hessen) ed il langravio Guglielmo IX d'Assia-Kassel venne promosso a elettore imperiale (Kurfürst), prendendo il titolo di Guglielmo I, elettore di Assia. Il principato divenne da allora noto con il nome di Kurhessen, sebbene ci si continuasse a riferirsi ad esso con il nome di Assia-Kassel.
Nel 1807, Guglielmo I venne deposto da Napoleone e Kassel divenne la capitale del nuovo Regno di Vestfalia governato dal fratello di Napoleone Girolamo Bonaparte come re, e restituito all'elettore nel 1813. Sebbene molti altri elettori, all'atto della restaurazione, avessero ottenuto il titolo di re, l'Assia mantenne il titolo anacronistico di elettorato. Il nome sopravvive ancora oggi nel vocabolo Kurhessen, utilizzato per indicare la zona attorno a Kassel.
Guglielmo I sancì la sua restaurazione abolendo con un tratto di penna tutte le riforme introdotte dal regime francese, ripudiando i debiti contratti dal regno di Vestfalia e dichiarando nulle tutte le vendite dei domini della corona effettuate sino a quella data. Tutto venne riportato a prima del 1 novembre 1806; persino gli ufficiali vennero riportati al loro rango precedente, e l'esercito tornò a vestire le sue vecchie uniformi e persino le parrucche bianche.
Il parlamento, al contrario, venne convocato nel marzo del 1815, ma non riuscì a proporre una nuova costituzione più liberale al sovrano; l'appello all'Assemblea Federale a Francoforte perché l'elettore pagasse i debiti del suo stato, non giunse ad alcuna conclusione e richiese l'intervento di Klemens von Metternich; nel maggio del 1816 il parlamento venne sciolto.

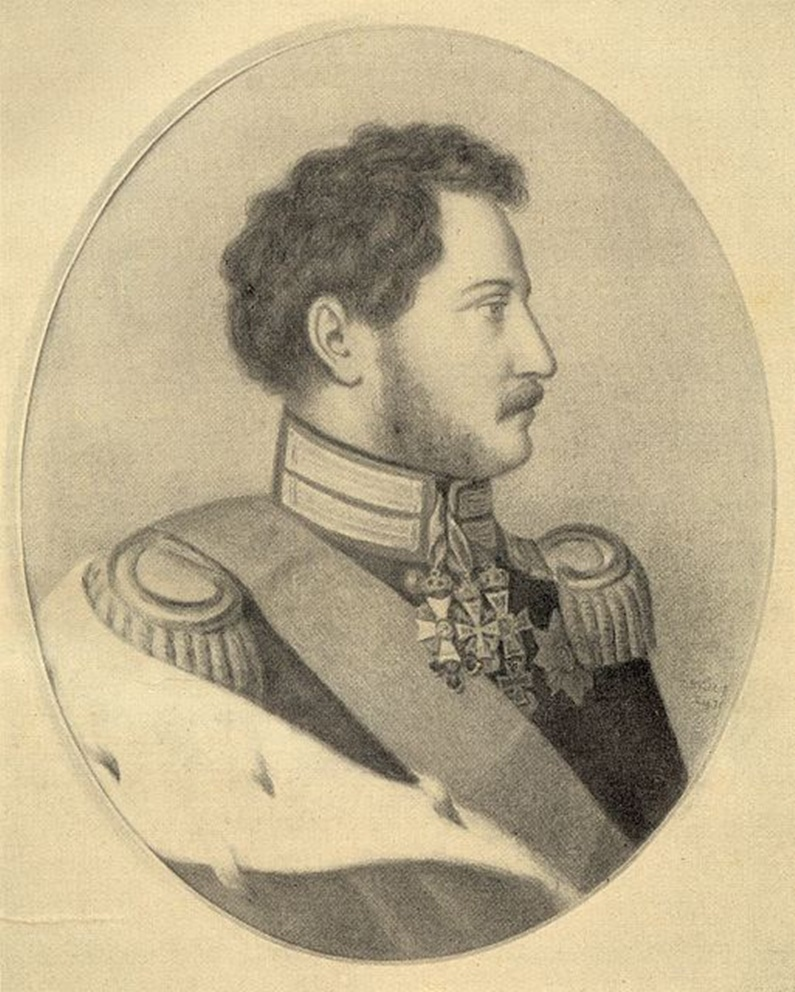
Guglielmo II in una litografia d'epoca.

Guglielmo I morì il 27 febbraio 1821 e venne succeduto da suo figlio, Guglielmo II. Sotto di lui la crisi costituzionale venne a galla a Kassel. Arbitrario e avaro, la sua figura faceva discutere non solo per sua moglie, una popolare principessa prussiana, ma anche per le sue risapute relazioni con le sue amanti di cui una, Emilie Ortlöpp, venne creata contessa di Reichenbach-Lessonitz e ricoperta di ricchezze.
La rivoluzione di luglio di Parigi diede i primi segnali rivoluzionari; Guglielmo II venne costretto a convocare il parlamento il 6 gennaio 1831, il quale si impegnò per creare una nuova costituzione su basi liberali. L'elettore preferì a questo punto ritirarsi a Hanau, lasciando suo figlio Federico Guglielmo al ruolo di reggente, estraniandosi dalla vita pubblica del paese.
Federico Guglielmo, senza il consenso di suo padre, mostrò il suo temperamento arbitrario e avaro. Le restrizioni costituzionali per lui erano intollerabili ed ebbe di conseguenza delle frizioni con la dieta quando, nel 1832, Hans Hassenpflug venne posto a capo del governo. Tutti gli sforzi di Guglielmo II e dei suoi ministri erano diretti a nullificare tutti i ruoli costituzionali rivestiti dalla dieta; Hassenpflug si dimise nel 1837.
Nuove problematiche emersero nell'anno delle rivoluzioni, il 1848, quando vi furono delle manifestazioni pubbliche di malcontento verso il governo elettorale; Federico Guglielmo, che nel frattempo era divenuto elettore alla morte di suo padre (20 novembre 1847), venne costretto a dimettere il suo primo ministro reazionario e ad avviare un programma di riforme democratiche. Tutto ciò, ad ogni modo, ebbe breve vita. Dopo il crollo del parlamento nazionale di Francoforte, Federico Guglielmo aderì all'unione promossa dalla Prussia ed i deputati dell'Assia-Kassel vennero inviati al parlamento di Erfurt. Quando però l'Austria riprese vigore, la politica dell'elettore cambiò nuovamente.
Il 23 febbraio 1850, Hassenpflug venne nuovamente posto a capo dell'amministrazione del principato e si gettò con rinnovato zelo contro la costituzione e si oppose alla politica del regno di Prussia. Il 2 settembre, il parlamento assiano venne sciolto; le tasse continuarono ad essere riscosse per ordine esplicito dell'elettore e il paese piombò sotto la legge marziale. Fu chiaro ad ogni modo ancora una volta che l'elettore non poteva contare sul sostegno delle sue truppe e dei suoi ufficiali, rimasti fedeli al loro giuramento alla costituzione. Hassenpflug persuase l'elettore a lasciare segretamente con lui Kassel e, il 15 ottobre, ad appellarsi alla ricostituita dieta federale che si risolse, il 1 novembre successivo, ad inviare truppe dall'Austria e dalla Baviera a marciare nell'elettorato per ristabilirvi l'ordine.
Questo atto ad ogni modo era una sfida diretta alla Prussia che, secondo le convenzioni sottoscritte con l'elettore, era l'unica potenza straniera ad avere il diritto di utilizzare le strade militari assiane che erano le sue uniche vie di comunicazione con le sue exclave presso le rive del Reno. La guerra sembrava imminente; le truppe prussiane entrarono nel paese e scambiarono con gli altri soldati alcuni colpi di fucile. La Prussia ad ogni modo non era nelle condizioni di intraprendere in quel momento una guerra su vasta scala come si sarebbe prospettata e il contesto diplomatico portò alla vittoria dell'Austria ad Olmütz (1851).
Nel marzo del 1852, la dieta federale abolì la costituzione del 1831, assieme alle riforme del 1848, e nell'aprile successivo varò una nuova costituzione con la quale il nuovo parlamento avrebbe avuto ben pochi poteri sull'amministrazione dello stato e l'elettore avrebbe potuto proseguire la propria politica di sviluppo del paese, da un lato favorendo la costruzione di ferrovie e fabbriche, all'altro imponendo strette norme in materia di chiesa e a livello scolastico. Nel 1855, ad ogni modo, Hassenpflug che era nel frattempo tornato con l'elettore, venne licenziato. Cinque anni dopo, in un periodo di continue agitazioni, venne varata una nuova costituzione dalla dieta federale (30 maggio 1860).
Il nuovo parlamento richiese il ripristino della costituzione del 1831, mentre l'elettore vi si opponeva sciogliendo le camere; la dieta federale alla fine propendette per ripristinare la costituzione del 1831 (14 maggio 1862). Questo venne fatto sotto la minaccia dell'occupazione prussiana.

### Fine dell'elettorato
Il nipote di Guglielmo, l'elettore Federico Guglielmo, si alleò con l'Austria durante la guerra austro-prussiana. A seguito della vittoria prussiana, nel 1866 le sue terre vennero annesse al territorio della Prussia insieme al ducato di Nassau, all'Assia-Homburg e alla città di Francoforte, per costituire la nuova provincia di Assia-Nassau del Regno di Prussia.
Nel 1918, il principe Federico Carlo di Assia-Kassel, fratello minore del cugino del kaiser Guglielmo II, venne eletto dal governo finnico filo-germanico con il nome di Väinö I di Finlandia (Carlo I di Finlandia), titolo del quale però non poté mai usufruire.

## Suddivisioni amministrative
Il 21 agosto 1821 l'Assia elettorale, per fini amministrativi, venne divisa in 22 distretti, suddivisi tra quattro province: oltre alle storiche province della Bassa e Alta Assia, vennero aggiunte quella di Fulda (derivata dal territorio dell'ex abbazia di Fulda) e quella di Hanau (derivata dall'omonima contea). Questa era la suddivisione:
| - Provincia della Bassa Assia e Schaumburg - Distretto di Eschwege - Distretto di Fritzlar - Distretto di Hofgeismar - Distretto di Homberg - Distretto di Kassel, capitale - Distretto di Melsungen - Distretto di Rotenburg - Distretto della contea di Schaumburg - Distretto di Witzenhausen - Distretto di Wolfhagen | - Provincia dell'Alta Assia - Distretto di Frankenberg - Distretto di Marburg, capoluogo - Distretto di Kirchhain - Distretto di Ziegenhain | - Provincia di Fulda - Distretto di Fulda, capoluogo - Distretto di Hersfeld - Distretto di Hünfeld - Distretto della signoria di Schmalkalden, commissariato | - Provincia di Hanau - Distretto di Hanau, capoluogo - Distretto di Gelnhausen - Distretto di Salmünster (dal 1829) - Distretto di Schlüchtern - Commissariato di Rinteln, exclave |

## Principi elettori d'Assia (1814-1866)
| Immagine | Nome                       | Regno                                |
| -------- | -------------------------- | ------------------------------------ |
|          | Guglielmo I d'Assia        | 1814 - 27 febbraio 1821              |
|          | Guglielmo II d'Assia       | 27 febbraio 1821 – 20 novembre 1847  |
|          | Federico Guglielmo d'Assia | 20 novembre 1847 – 20 settembre 1866 |